# 无锡动物园
无锡动物园位于无锡市滨湖区钱荣路99号，依惠山而建，占地面积52万平方米，于2010年9月正式开园。
动物园中饲养展出了百余种珍稀野生动物，分成湿地动物区、禽类区、灵长动物区、猛兽区、亚洲食草区、非洲食草区、澳洲食草区、珍奇动物区等区域。
无锡动物园最早建于锡山南麓的锡惠公园内，于1956年元旦开园。2010年4月16日，老动物园闭园，动物陆续搬迁至现址。

## 交通线路
市内公交设有无锡动物园站：
- 无锡机场乘坐机场大巴至火车站南广场，换乘83路
- 火车站南广场乘坐83路
- 市内可乘26路、206路、608路、615路